# Mésima
A Mésima egy folyó Olaszország Calabria régiójában, mely a Monte Mazzucolo (942 m) lejtőin ered. Átszeli Reggio Calabria, Catanzaro valamint Vibo Valentia megyéket majd a Jón-tengerbe ömlik. Legjelentősebb mellékfolyói a Marepotamo, Metramo, Vena, Cinnarello és a Mammella.